# Freizeitstätte Wittringen

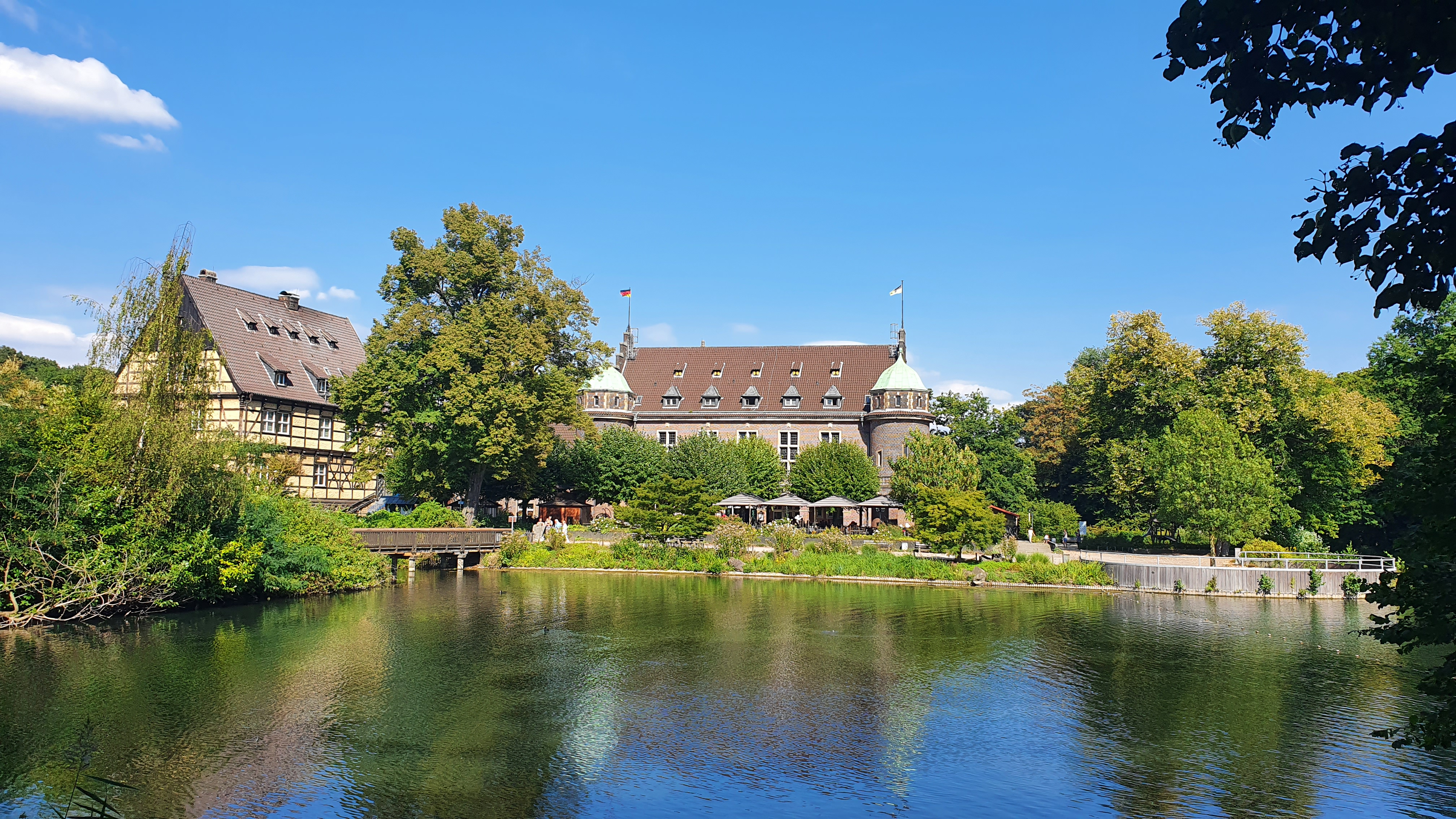
Schloss Wittringen mit Schlossteich. Links das Heimatmuseum, in der Mitte das Restaurant.

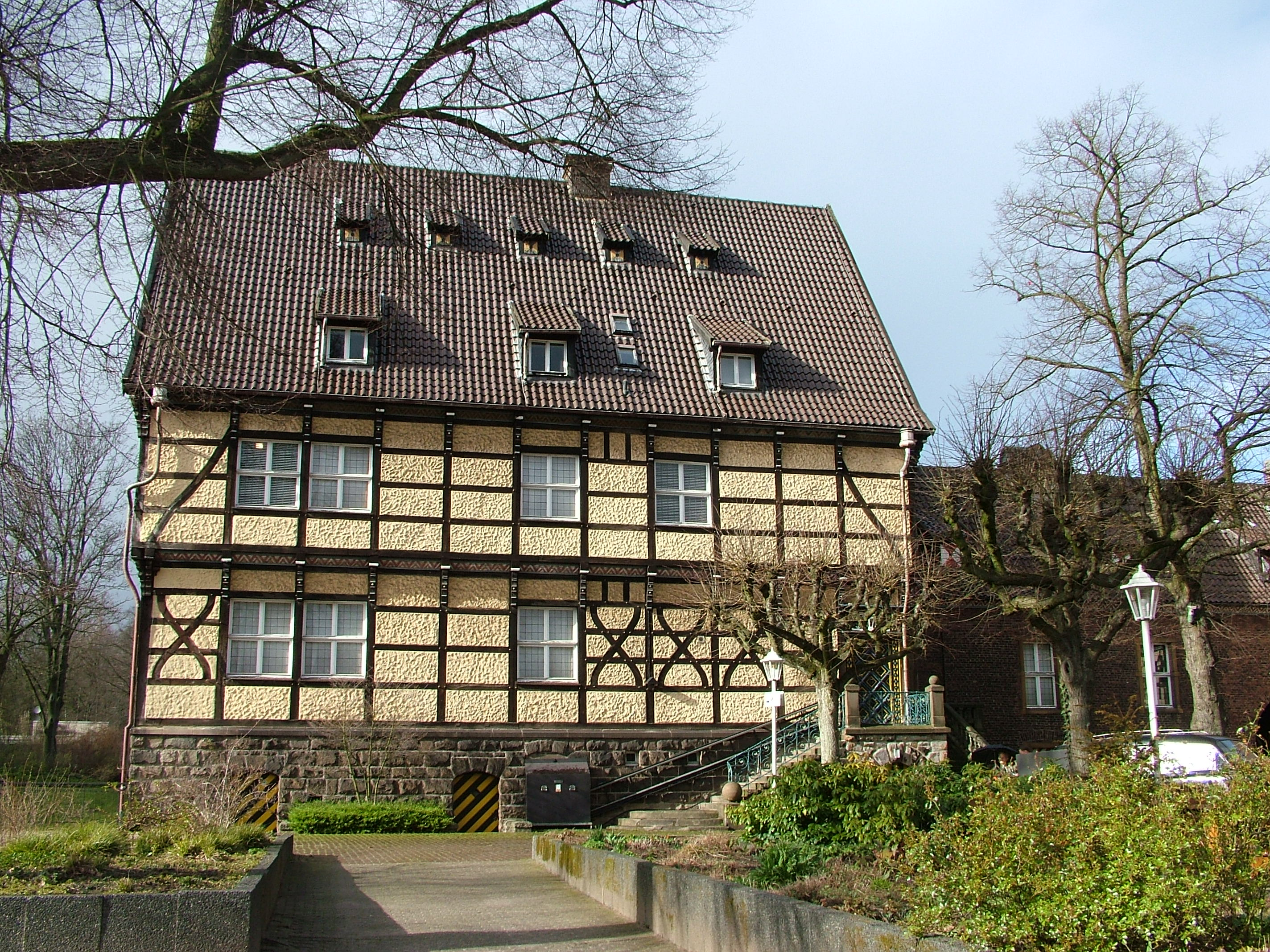
Heimatmuseum von der Hofseite

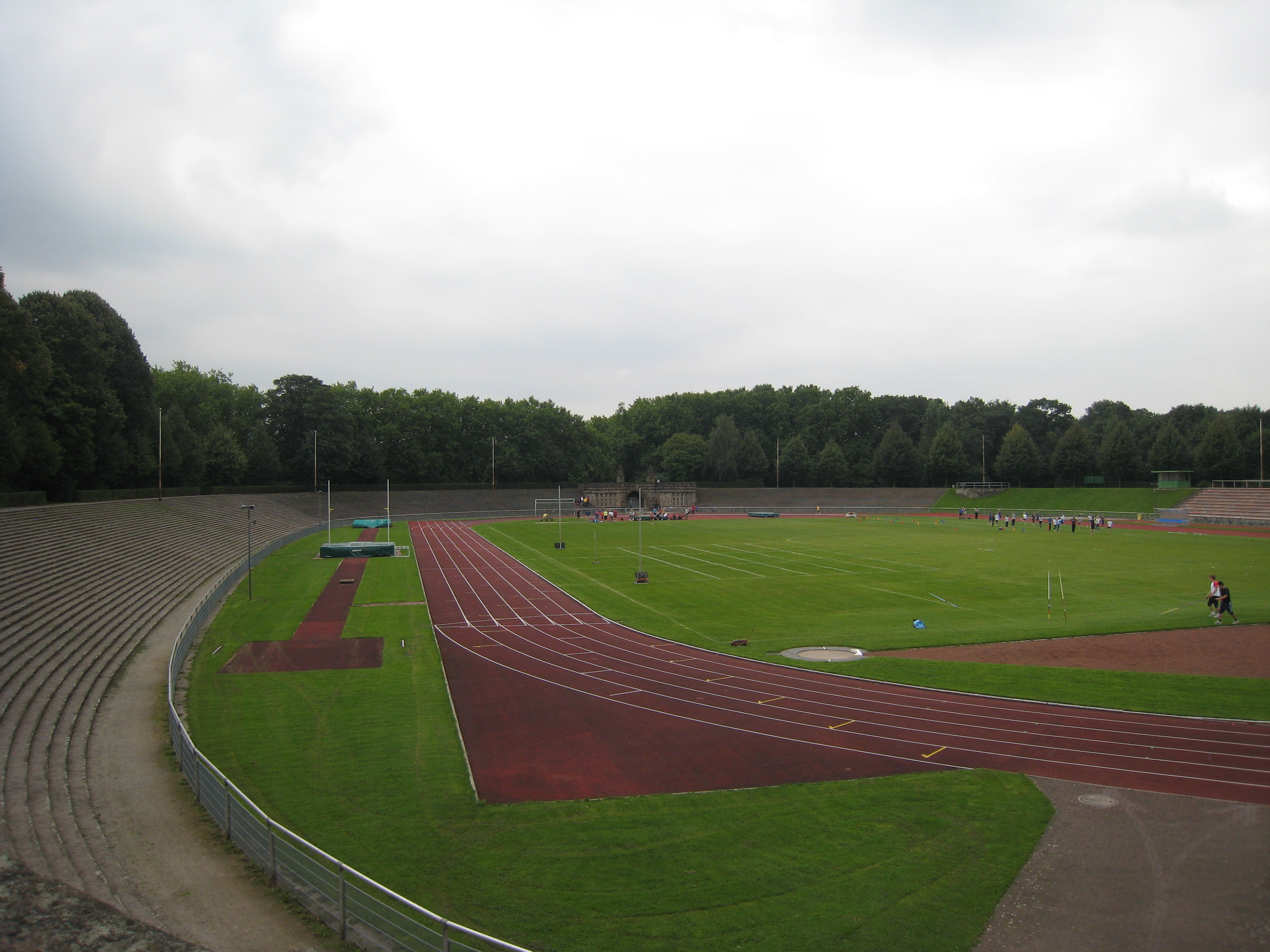
Vestische Kampfbahn

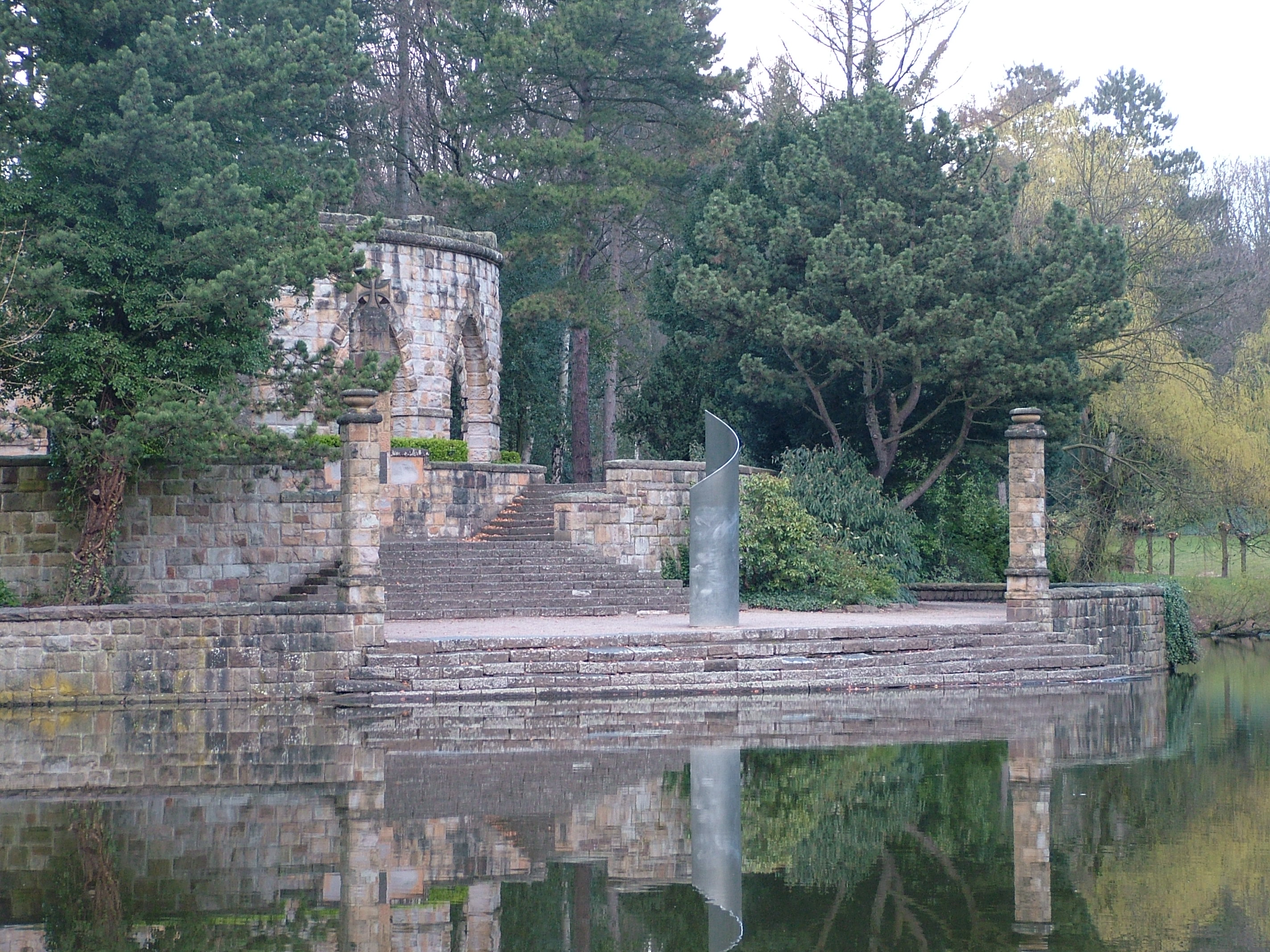
Ehrenmal mit Stele und Teich

Die Freizeitstätte Wittringen, ursprünglich Volkserholungsanlage Wittringen genannt, wurde in und um den Wittringer Wald in Gladbeck errichtet und 1928 eingeweiht. Zu ihr gehört das damals errichtete Schloss Wittringen, das ein Restaurant und das Museum der Stadt Gladbeck umfasst.
Die im Stil eines Englischen Landschaftsparks errichtete Anlage sollte der durch den Bergbau schnell wachsenden Gladbecker Bevölkerung als Naherholungsgebiet dienen. 1922 kaufte die Stadt einen großen Teil des Wittringer Waldes vom adeligen Vorbesitzer. Ab 1925 ließ die Stadt das Gelände rund um den Stadtwald und das Wasserschloss ausbauen, die Umgestaltung wurde vom Tiefbauamtsleiters Josef Korte im Sinne der Volksparkbewegung geplant. Es entstanden Teichanlagen, Kinderspielplätze, Fußball-, Faustball- und Hockeyplatz, die 4,2 km lange Ringallee, eine Volkswiese sowie ein Luft- und Lichtbad. Landschaftliche Elemente, gerade Sichtachsen und geschwungene Wege strukturierten das Gelände. Zwischen dem Wald und der Zeche Graf Moltke entstanden die Sportanlagen mit großen Stadion und Freibad.
Das Gebiet wird im Osten von der B 224, im Süden von der A 2 begrenzt, im Westen durch die Eisenbahnstrecke und im Norden durch die Wohnsiedlung.

## Bestandteile des Parks
- etwa 100 Hektar Wald- und Parkfläche, über 200 Jahre alter Rotbuchenbestand, verschiedene einheimische und exotische Zierbäume
- historisches Wasserschloss Wittringen, mehrfach zerstört und wieder aufgebaut, heute mit Restauration, dem Heimatmuseum, einer Vogelinsel mit Vogelwarmhaus und Kleintiergehegen als Streichelzoo, großem Schlossteich mit Bootsverleih
- mehrere Teiche (Schlossteich 37.000 m², Brillenteiche 23.100 m² und Ehrenmalteich 5.400 m²) verbunden durch verschiedene Gräften, die zur Entwässerung des durch Bergsenkungen abgesackten Geländes dienen
- Wittringer Mühlenbach, Nebenfluss der Emscher, noch kanalisiert aber schon ohne Abwässer, ein idyllisches Wiesentälchen mit Kopfweiden
- Vestische Kampfbahn, eine moderne, denkmalgeschützte Sportanlage auch für internationale Leichtathletik-Wettkämpfe
- Gladbecker Freibad, mit Lufttraghalle im Winter
- mehrere Kinderspielplätze einschließlich eines Abenteuerspielplatzes
- die Ringallee, zwischenzeitlich kurz als Autorennstrecke genutzt, heute wieder Marathonbahn (10 Runden ergeben circa eine Marathonstrecke) die mit LEDs bis 22:00 Uhr beleuchtet wird, die alte Allee aus Säulenpappeln wurde inzwischen durch etwa 450 Säulen-Weißbuchen ersetzt
- öffentliche Tennisplätze, zwei privat geführte Minigolfanlagen
- Waldbühne (nicht mehr vorhanden)
- Wassermühle (nicht mehr vorhanden)
- 1934 eingeweihtes Ehrenmal aus Naturstein, heute Gedenkensemble mit u. a. einer Stahl-Stele
- ein Bauernhof mit landwirtschaftlich genutzten Flächen
- Parkplätze für circa 500 PKW, Wohnmobil-Kurzzeit-Stellplätze